# Viguier d'Andorre
Pour les articles homonymes, voir Viguier.
Le viguier était, en Andorre, un juge au Tribunal supérieur d'Andorre. Chaque cosuzerain de la principauté, l'évêque d'Urgell et le président de la République française, nommait un viguier, respectivement désignés sous le terme de « viguier épiscopal » et « viguier français ». La fonction a disparu en 1993.

## Historique
Le terme de « viguier » provient de « vicaire » et désigne un représentant du seigneur.
En 819, Louis le Pieux concéda aux habitants d'Andorre la Grande Charte (Magna Carta) qui accorde l'indépendance de la communauté des bergers et des agriculteurs des vallées andorranes.
En 1278, fut signé le traité de paréage instaurant la suzeraineté partagée de l'Andorre entre le comte de Foix, Roger-Bernard III de Foix, et l'évêque d'Urgell, Pere d'Urtx. Ceci donna à la petite principauté son territoire et sa forme politique. Les Andorrans s'engageaient à verser annuellement une prestation, la quèstia, fixée à quarante mille sous, à l'Évêque d'Urgell. En 1288 un nouveau traité de paréage est signé entre Roger-Bernard III et Pere d'Urtx pour sceller un accord sur la démolition d'un château (Saint Vincent) que le Comte de Foix avait fait bâtir contrairement aux accords du premier paréage garantissant la neutralité entre les deux coprinces.
Andorre est placée depuis 1278 sous l'autorité indivise de deux coprinces : l'évêque d'Urgell et le chef d'État français (le roi de France, l'empereur des Français puis le président de la République française). Chacun de ces deux coprinces délègue ses pouvoirs à un viguier : 
- le viguier épiscopal, choisi par les Andorrans et nommé pour trois années par l'évêque d'Urgel ;
- le viguier français, initialement originaire du département français de l'Ariège, et nommé pour une durée illimitée par le gouvernement français.

À partir de 1981, le viguier français est remplacé systématiquement, dans ses fonctions judiciaires, par un magistrat français. De son côté, le viguier épiscopal se fait lui aussi remplacer par un magistrat espagnol à partir de 1988.
En 1993, la fonction de viguier disparaît avec l'entrée en vigueur de la Constitution d'Andorre.

## Liste des viguiers

### Viguiers épiscopaux
- 1737-1748 : Antoni Fiter i Rossell
- 1748-1754 : Pere Fiter i Rossell
- 1756-1777 : Guillem Moles i Rossell
- ?–? : Pere Mateu Moles
- ?–? : Guillem d'Areny i Montargull
- ?–? : Pere Mateu Moles
- 1845-1858 : Bonaventura Riba
- 1858-1860 (?) : Guillem Torres
- 1863–? : Rossell
- ?–? : Manuel Arnalot
- 9 août 1868 - 1881 : Pere Dallerès i Sucrana
- 22 janvier - 1881 : Pere Canturri
- 1er juillet 1881 - 1882 : Josep Oriol Dodero i Pont
- 27 juillet 1882 - 1885 : Francesc Pallerola
- 16 avril 1885 - 1886 : Antoni Cerqueda
- 8 novembre 1886 - 1915 : Francesc Pallerola
- 17 mai 1915 - 1933 : Joseph de Riba
- 3 juillet 1933 - 1934 : Enric de Llorens
- 3 février 1934 - 1936 : Jaume Sansa Nequí
- 1936-1937 : Francesc Cairat
- 1937-1972 : Jaume Sansa Nequí
- 19 avril 1972 - 4 mai 1993 : Francesc Badia Batalla

### Viguiers français
- 1144-1185 : Ramon de Falguera[3]
- 1201–? : Ramon de Carmanill[3]
- ?–1278 : viguiers non connus
- 1278-1302[4] : Roger-Bernard III, comte de Foix
- 1302-1315 : Gaston Ier, comte de Foix et vicomte de Béarn
- 1315-1343 : Gaston II, comte de Foix, vicomte de Béarn et Lautrec
- 1343-1391 : Gaston III, comte de Foix, vicomte de Béarn et Lautrec
- 1391-1398 : Mathieu, comte de Foix, vicomte de Béarn et Castelbon
- 1398-1412 : Isabelle, comtesse de Foix, vicomtesse de Béarn et Castelbon
- 1412-1436 : Jean Ier, comte de Foix et de Bigorre, vicomte de Béarn et Villemur
- 1436-1472 : Gaston IV, comte de Foix et de Bigorre, vicomte de Béarn, Nébouzan, Villemeur et Lautrec, pair de France
- 1472-1482 : François Fébus, roi de Navarre, duc de Nemours, comte de Foix et Bigorre, vicomte de Béarn, pair de France
- 1483-1516[5] : Catherine, reine de Navarre, duchesse de Nemours, comtesse de Foix et Bigorre, vicomtesse de Béarn
- 1516-1555 : Henri II, roi de Navarre, duc de Nemours et d'Albret, comte de Foix, Bigorre, Armagnac et Périgord, vicomte de Béarn et Limoges
- 1555-1572 : Jeanne, reine de Navarre, duchesse de Nemours et d'Albret, comtesse de Foix, Bigorre, Armagnac et Périgord, vicomtesse de Béarn et Limoges
- 1580 : Noble Jean de Godoffre[6]
- 1614-1615 : Sr Guillaume de Prétiane[7],[8]
- 1615 : Noble Jean de Prétiane, fils du précédent[9]
- 1618-1628 : Noble Guillaume de Prétiane[10]
- 1628-1632 : Noble Jean de Prétiane, seigneur de Fontfroide d'Ax[11]
- 1650 : Sieur Guillaume de Prétiane, viguier d'Andorre[12]
- 1667-1695 : Noble Jérôme Fournier, Sieur de Garanou, Conseiller du Roi[13],[14],[15]
- 1702 - 8 août 1715 : François de Moreau, de la paroisse Sainte Madeleine de Béziers, Avocat[16],[17], co-seigneur d'Orlu, viguier souverain des vallées d'Andorre[18],[19],[20]
- 1715 - 14 février 1735 Jean-François Moreau Co-Seigneur d'Orlu Viguier Souverain des Vallées d'Andorre fils du précédent[21],[22],[23],[24]
- 5 décembre 1735 - 14 mars 1768 : Jean de Perpère[25],[26],[27],[28]
- 1759 : Messire Louis Gaspard de Sales Marquis de Gudanes, Baron de Château-Verdun et d’Aston, Seigneur de Luzenac, Montgaillard et autres places, commandant pour le roi dans la province de Foix, Pays de Donezan et des vallées d’Andorre[29][réf. nécessaire]
- 1760 : François de Moreau, d'Ax, est co-seigneur d'Orlu, viguier souverain des vallées d'Andorre[réf. nécessaire]
- 1768-1788 : vacance de la fonction[30]
- 1780-1783 : Louis Auguste Le Tonnelier de Breteuil (en prenant ce poste que toutes les personnalités refusaient, il évite alors à cette principauté d'être rattachée à Pampelune et sauve ainsi son indépendance)[réf. nécessaire]
- 1788-1806 : Boniface Gomma-Montou[31],[32], reste en poste[33] jusqu'en 1806.
- 15 octobre 1806 - 1820 : Joseph Pilhes[34] dit La Baumelle, poète et auteur dramatique ; il démissionne en 1820 en raison de son grand âge[35].
- 1820 - 1835[réf. nécessaire] : Pierre-Roch Roussillou (1785-1874)[36],[37],[38], qui sera destitué[39] en 1831 en raison de ses opinions légitimistes[40], par le gouvernement de Louis-Philippe Ier (c'était la première fois qu'un viguier français d'Andorre était destitué[41]). Anobli le 6 octobre 1827 et titré chevalier de Roussillou, avec des armes « parti au premier, d'argent, à trois flammes de gueules posées dans un anneau de sable ; au deuxième, d'or, à la fasce de sable, chargée de trois étoiles d'or et accompagnées de deux vaches de gueules »[42].
- 18 janvier 1835 - 1867 : Lucien Saint-André[43]
- 1867-1880 : Pierre-Anatole-Henri, vicomte de Foix-Fabas, conseiller général de l'Ariège

| Décret de nomination | Décret de nomination | Viguier français             | Remarques |
| -------------------- | -------------------- | ---------------------------- | --- |
| 23 décembre 1879     | [ a ]                | Tibulle Ladevèze             | |
| 29 janvier 1882      | [ b ]                | Alexandre-Napoléon Mancini   | Non installé. |
| 23 février 1882      | [ c ]                | Tibulle Ladevèze             | |
| 3 juin 1882          | [ d ]                | Bonaventure Vigo             | Maire de Saillagouse et arrière-grand-père du cinéaste Jean Vigo. |
| 1886                 |                      | Jacques Emmanuel Varenne (d) | Chef de division à la préfecture des Pyrénées-Orientales, assure l'intérim à la suite de la démission de Vigo.                                                          |
| 31 janvier 1887      | [ e ]                | Charles Romeu                | Grand-oncle de Claude Rostain, qui fut viguier de 1972 à 1977. |
| 30 mars 1933         | [ f ]                | Henri Samalens               | Décède dans cette fonction. |
| 12 novembre 1937     | [ g ]                | Jean-Baptiste Laumond        | Député-maire d'Aubazine, démis en 1940 par le régime de Vichy. |
| 23 septembre 1940    | [ h ]                | Jules Lasmartres             | Nommé par le régime de Vichy. Il s'enfuit en Espagne dès la Libération.                                                                                                 |
| 6 mars 1943          | [ i ]                | Jules Lasmartres             | Nommé par le régime de Vichy. Il s'enfuit en Espagne dès la Libération.                                                                                                 |
| 14 septembre 1944    |                      | Robert Barran                | Résistant, rugbyman et journaliste sportif. |
| 21 février 1945      | [ j ]                | Georges Degrand (d)          | Ministre plénipotentiaire, Officier de la Légion d'honneur, Croix de guerre et Officier de l'Instruction publique. Fut ambassadeur de France en Albanie de 1929 à 1934. |
| 1947                 |                      | André Bertrand (d)           | |
| 11 avril 1952        | [ k ]                | Guy Menant                   | Résistant, ministre plénipotentiaire et officier de la Légion d'honneur.                                                                                                |
| 31 mai 1956          | [ l ]                | Yves Michel (d)              | |
| 10 novembre 1958     | [ m ]                | Jean de Lageneste (d)        | |
| 9 juin 1961          | [ n ]                | Étienne Vaysset (d)          | |
| 30 juillet 1964      | [ o ]                | Roger Vincenot (d)           | Sera nommé en 1970 ambassadeur de France au Liberia. |
| 14 août 1970         | [ p ]                | Hubert Dubois (d)            | Sera par la suite ambassadeur de France au Cameroun et en Hongrie. |
| 13 novembre 1972     | [ q ]                | Claude Rostain               | Fut ambassadeur de France au Niger. |
| 17 mai 1977          | [ r ]                | André Prunet-Foch            | |
| 13 mai 1980          | [ s ]                | René Lalouette (d)           | Fut ambassadeur de France au Guatemala. |
| 3 février 1982       | [ t ]                | Henri de Coignac (en)        | |
| 21 novembre 1984     | [ u ]                | Louis Deblé (d)              | Fut ambassadeur de France en Haïti et au Guatemala. |
| 7 juillet 1989       | [ v ]                | Jean-Pierre Courtois (d)     | |